# (35060) 1986 QG3
(35060) 1986 QG3 es un asteroide perteneciente al cinturón de asteroides, descubierto el 29 de agosto de 1986 por Henri Debehogne desde el Observatorio de La Silla, Chile.

## Designación y nombre
Designado provisionalmente como 1986 QG3.

## Características orbitales
1986 QG3 está situado a una distancia media del Sol de 2,745 ua, pudiendo alejarse hasta 3,154 ua y acercarse hasta 2,337 ua. Su excentricidad es 0,148 y la inclinación orbital 5,128 grados. Emplea 1661,95 días en completar una órbita alrededor del Sol.

## Características físicas
La magnitud absoluta de 1986 QG3 es 14,1. Tiene 4,374 km de diámetro y su albedo se estima en 0,279. 